# (95626) 2002 GZ32
(95626) 2002 GZ32 est un centaure.

## Caractéristiques
2002 GZ32 mesure environ 240 km de diamètre.